# Борис Максимовић
Борис Максимовић (Нови Сад, 20. октобар 1949) српски је и југословенски сценограф.

## Биографија
Његов отац Стеван Максимовић био је дугогодишњи сценограф Српског народног позоришта у Новом Саду и сликар, а мајка Вера архивист и референт за пропаганду у истој институцији. Основну школу и гимназију завршио је у Новом Саду, а 1974. Факултет ликовне уметности, смер графике у Београду, где је и магистрирао 1977. У Српском народном позоришту се запослио као сценограф 1. октобра 1979. и у њему остао до 31. марта 1992, када је прешао у Народно позориште у Београду, али је са новосадским театром наставио да сарађује као гост. Као и сваки млади уметник почео је са мање захтевним представама, да би поступно овладао законима позоришне сцене. Његови каснији радови одавали су снажну експресивност.
Гостовао је у најзначајнијим театарским кућама у Југославији, касније у Србији и Црној Гори. Реализовао је многобројне сценографије за балет, опере, оперете, корео-драме, мјузикле, драме и комедије. Само у СНП урадио је више од 60 сценографских решења. Сарађивао је са најзначајнијим редитељима из наше земље као и са редитељима из САД, Украјине, Холандије, Француске, Грчке, Румуније, Италије, Мађарске, Велике Британије, Русије... После одласка из СНП наставио је сценографски рад и са запаженим успехом гради уметничку каријеру у Београду.

## Награде и признања
Добитник је више награда и признања за своје стваралаштво:
- Награда УЛУПУДС-а (Удружења ликовних уметника примењених уметности и дизајнера Србије) за сценографију представа РУЖЕЊЕ НАРОДА У ДВА ДЕЛА Југословенског драмског позоришта и АНФИСА Народног позоришта у Београду на Стеријином позорју у Новом Саду, 1988.
- Награда СИЗ-а за културу Новог Сада за сценографију представе ЛУДА ИГРА Српског народног позоришта из Новог Сада, 1988.
- Награда УЛУПУДВ-а (Удружења ликовних уметника примењених уметности и дизајнера Војводине) за сценографију представе ЈЕ ЛИ БИЛО КНЕЖЕВЕ ВЕЧЕРЕ Народног позоришта у Београду на Стеријином позорју у Новом Саду, 1991.
- Похвала Народног позоришта у Београду за сценографију представе КРАЈ ПАРТИЈЕ Народног позоришта, 1993.
- Стеријина награда за сценографију представе ДЕВОЈКА МОДРЕ КОСЕ Југословенског драмског позоришта на Стеријином позорју у Новом Саду, 1994.
- Награда Народног позоришта у Београду за сценографије представа ИДИОТ и УСПАВАНА ЛЕПОТИЦА Народног позоришта, 1996.
- Награда Народног позоришта у Београду за сценографију представе КРАЈ XX ВЕКА Народног позоришта, 1999.
- Награда Народног позоришта у Београду за сценографију представе ХАСАНАГИНИЦА Народног позоришта, 2002.
- Награда "Ардалион" за сценографију представе СКУП Југословенског драмског позоришта на Југословенском позоришном фестивалу у Ужицу, 2002.[4]
- Награда за сценографију представе СКУП Југословенског драмског позоришта на Фестивалу класике - Вршачка позоришна јесен у Вршцу, 2002.
- Награда за сценографију представе КЊИГА О ЏУНГЛИ Позоришта "Бошко Буха" на Позоришном фестивалу за децу "Делтић-фестић" у Београду, 2002.
- Награда за сценографију представе ЖЕНИДБА Народног позоришта у Београду на Данима комедије у Јагодини, 2007.
- Награда Народног позоришта у Београду за сценографије представа ДОН ПАСКВАЛЕ, НЕЧИСТА КРВ и ДР Народног позоришта, 2008.
- Признање "Златни беочуг" за трајни допринос култури Београда Културно-просветне заједнице Србије, 2015. године[5].

## Реализоване сценографије (драмске представе, балети, опере, ТВ и остало)
- Лео Делиб (музика), Жил Барбије и барон Ж. фон Рајнах (либрето), СИЛВИЈА (балет), режија и кореографија Ико Отрин, 27. 4. 1978, Српско народно позориште, Нови Сад[6]
- Уго Бети, BŰNTÉNY A KECSKESZIGETEN (ЗЛОЧИН НА КОЗЈЕМ ОТОКУ), р. Тибор Вајда, 1. 10. 1978, Новосадско позориште - Újvidéki Színház[7]
- Бранислав Нушић, ПОКОЈНИК, режија Горан Цветковић, 10. 10. 1978, Српско народно позориште, Нови Сад[8]
- Карл Дитерс фон Дитерсдорф (музика), Л. Готлоб Стефани Млађи (либрето), ДОКТОР И АПОТЕКАР (зингшпил опера), р. Бора Поповић, 12. 12. 1978, Српско народно позориште, Нови Сад[9]
- Робер Томас, GYILKO STÁRSAK (УДРУЖЕЊЕ УБИЦА), р. Тибор Вајда, 6. 2. 1979, Народно позориште Суботица
- А. Н. Островски, ОЛУЈА, р. Богдан Рушкуц, 27. 3. 1979, Српско народно позориште, Нови Сад[10]
- Мануел де Фаља (музика), Мартинез Сиера (либрето), ТРОРОГИ ШЕШИР (балет), р. Штефан Георг, 22. 11. 1979, Српско народно позориште, Нови Сад[11]
- Леонард Бернштајн (музика), Артур Лоренс по Шекспиру (либрето), ПРИЧА СА ЗАПАДНЕ СТРАНЕ, р. Штефан Георг, 22. 11. 1979, Српско народно позориште, Нови Сад[12]
- А. В. Вампилов, ЛОВ НА ДИВЉЕ ПАТКЕ, р. Стево Жигон, 8. 2. 1980, Српско народно позориште, Нови Сад
- Бернард Слејд, ДОГОДИНЕ У ИСТО ВРЕМЕ, р. Богдан Рушкуц, 14. 3. 1980, Српско народно позориште, Нови Сад
- Мирко Милорадовић, НАШ ТИТО, р. Никола Петровић, 24. 5. 1980, Српско народно позориште, Нови Сад
- Тед Вајтхед, ПЛУТАЊЕ, р. Бранислав Свилокос, 16. 8. 1980. (претпремијера Новосадско лето), 21. 11. 1980 (премијера), Српско народно позориште, Нови Сад[13]
- Лаза Костић, БИСЕРИ ОД ПЕСАМА (циклус емисија поезије ПЕСНИЧКЕ ВЕДРИНЕ), р. Јован Коњовић, 7. 3. 1981, Телевизија Београд[14]
- Франц Ксавер Крец, МУШКЕ СТВАРИ, р. Милош Лазин, 11. 4. 1981, Српско народно позориште, Нови Сад
- Федерико Гарсија Лорка, ДОМ БЕРНАРДЕ АЛБЕ, р. Дејан Мијач, 7. 11. 1981. (Борово), 17. 11. 1981. (Нови Сад), Српско народно позориште, Нови Сад
- Ђакомо Пучини (музика), Ђузепе Адами и Ренато Симони (либрето), ТУРАНДОТ (опера), р. Серж Вафијадис, 22. 4. 1982, Српско народно позориште, Нови Сад[15]
- Антон Павлович Чехов, ПЛАТОНОВ, р. Стево Жигон, 14. 9. 1982, Српско народно позориште, Нови Сад
- Ђузепе Верди (музика), Антонио Гисланцони (либрето), АИДА (опера), р. Серж Вафијадис, 5. 10. 1982, Српско народно позориште, Нови Сад[16]
- Борислав Пекић, ОБЕШЕЊАК, р. Богдан Рушкуц, 1. 11. 1982, Српско народно позориште, Нови Сад
- Бертолт Брехт, BAAL (БААЛ), р. Милан Белегишанин, 5. 12. 1982, Новосадско позориште - Újvidéki Színház[17]
- Ерне Кираљ (музика), СПИРАЛА (балет), кореографија Ико Отрин, режија Драган Лутовац, 1982, Телевизија Нови Сад
- Гаетано Доницети (музика), Салваторе Камарано (либрето по В. Скоту), ЛУЧИЈА ОД ЛАМЕРМУРА (опера), р. Богдан Рушкуц, 28. 2. 1983, Српско народно позориште, Нови Сад[18]
- Милош Николић, СВЕТИСЛАВ И МИЛЕВА, р. Војислав Солдатовић, 14. 3. 1983, Српско народно позориште, Нови Сад
- Џон Штајнбек, EGEREK ÉS EMBEREK (МИШЕВИ И ЉУДИ), р. Тибор Вајда, 1. 4. 1983, Народно позориште Суботица
- Петар Петровић Пеција, ПЉУСАК, р. Милош Лазин, 14. 4. 1983, Народно позориште Сомбор
- Вилијем Шекспир, САН ЛЕТЊЕ НОЋИ, р. Стево Жигон, 14. 5. 1983, Српско народно позориште, Нови Сад
- Јован Јовановић Змај, РОДУ И ПОТОМСТВУ, р. Ђорђе Ђурђевић, 29. 5. 1983, Позориште младих, Нови Сад
- Лео Делиб (музика), Шарл Нитије и Артур-Сен Лоран (по Хофману, либрето), КОПЕЛИЈА (балет), р. Власто Дедовић, 14. 1. 1984, Српско народно позориште, Нови Сад[19]
- Бертолт Брехт, ЧОВЕК ЈЕ ЧОВЕК, р. Миленко Маричић, 6. 3. 1984, Српско народно позориште, Нови Сад
- Ђузепе Верди (музика), Антонио Сома (либрето), БАЛ ПОД МАСКАМА (опера), р. Серж Вафиадис, 16. 3. 1984, Српско народно позориште, Нови Сад[20]
- Марсел Ашар, A VILÁG LEGSZEBB SZERELME (НАЈЛЕПША ЉУБАВ НА СВЕТУ), р. Тибор Вајда, 13. 4. 1984, Народно позориште Суботица
- БРАНКОВО КОЛО, рецитал, септембар 1984, Сремски Карловци
- Мирослав Јанчић, БОСАНСКИ КРАЉ, р. Војислав Солдатовић, 2. 10. 1984, Народно позориште Тузла
- Бранко Ћопић, МИТРАЉЕЗАЦ ГОЛУБИЈЕГ СРЦА, р. Ђорђе Ђурђевић, 12. 10. 1984, Позориште младих, Нови Сад
- Лазар Бојановић, КОМУЊАРА (монодрама), р. Милан Белегишанин, 15. 10. 1984, Српско народно позориште, Нови Сад[21]
- Лудвиг Минкус (музика), Мариус Петипа по Сервантесу (либрето), ДОН КИХОТ, р. Ико Отрин, 20. 11. 1984, Српско народно позориште, Нови Сад[22]
- ДАФНИС И КЛОЕ, РАЂАЊЕ ЛЕПТИРА (балет), Владимир Логунов, Власто Дедовић, 1984, Телевизија Нови Сад
- Фадил Хаџић, ГОСПОДА И ДРУГОВИ, р. Желимир Орешковић, 29. 1. 1985, Српско народно позориште, Нови Сад[23]
- Николај Васиљевич Гогољ, ЖЕНИДБА, р. Дејан Мијач, 27. 3. 1985, Београдско драмско позориште
- Жил Масне (музика), Анри Мејак (либрето), МАНОН (опера), р. Слободан Унковски, 2. 4. 1985, Српско народно позориште, Нови Сад[24]
- Владимир Андрић, ЖЕНИДБА ЦВРЧКА ПРИМАША, р. Живомир Јоковић, 4. 4. 1985, Позориште младих, Нови Сад
- Раде Драинац, БАНДИТСКА БАЛАДА, р. Томислав Кнежевић, 14. 5. 1985, Српско народно позориште, Нови Сад
- Синиша Ковачевић, ПОСЛЕДЊА РУКА ПРЕД ФАЈРОНТ, р. Милош Лазин, 16. 5. 1985, Позориште "Атеље 212", Београд
- Фрањо Штефановић (музика), Миховил Пајц (либрето), ШУМСКА КРАЉИЦА (опера за децу), р. Бранислав Свилокос, 14. 9. 1985, Српско народно позориште, Нови Сад[25]
- Ерне Кираљ (музика), Балаж Пал (либрето), ПРОЖДРЉИВКО (опера за децу), р. Бранислав Свилокос, 14. 9. 1985, Српско народно позориште, Нови Сад[26]
- Вацлав Хавел, ЛАРГО ДЕСОЛАТО, р. Дејан Мијач, 27. 12. 1985, Београдско драмско позориште
- РУКАВИЦЕ, драма, Р. Мирковић, 1985, Дом културе Младеново
- Станислав Стратијев, АУТОБУС, р. Ђура Папхархаји, 1985, Аматерско русинско позориште "Ђађа", Нови Сад
- МАРА САД, ТВ драма, р. Харис Пашовић, 1985, Телевизија Нови Сад
- ЛОСИОН ЗА ПОСЛИЈЕ УМОРСТВА, ТВ драма, р. Харис Пашовић, 1985, Телевизија Нови Сад
- Ђузепе Верди (музика), Антонио Гисланцони (либрето), АИДА (опера), р. Серж Вафијадис, премијера обнове 1985, "Сава" центар, Београд
- Славомир Мрожек, HÁZ A HATÁRON (КУЋА НА ГРАНИЦИ), р. Милан Белегишанин, 20. 2. 1986, Новосадско позориште - Újvidéki Színház[27]
- ВЕЧЕ БАЛЕТА - ДИВЕРТИСМАН (Програм: Верди, Шопен, Чајковски, Д. Радић, Л. Минкус, А. Ш. Адам, И. Калман, Л. Делиб, А. П. Бородин, В. Асафјев), р. Хелмут Неделко, 18. 3. 1986, Српско народно позориште, Нови Сад[28]
- Луј Јозеф Фердинанд Харолд (музика), Жан Добервал (либрето), ВРАГОЛАНКА (балет), р. Ико Отрин, 13. 5. 1986, Српско народно позориште, Нови Сад[29]
- ШТАФЕТА МЛАДОСТИ (манифестација), р. Милан Белегишанин, 25. мај 1986, Српско народно позориште, Нови Сад
- Павле Јанковић Шоле, ЛАЖИ КАЖИ ИЗ ЏАКА - КАБАРЕ ЗА ДЕЦУ, р. Невена Јанковић, 12. 6. 1986, Позориште младих, Нови Сад
- Ђакомо Пучини (музика), Ђузепе Адами и Ренато Симони (либрето), ТУРАНДОТ (опера), р. Серж Вафијадис, премијера обнове лето 1986, Дубровачке љетне игре (Држићева пољана)
- Уго Бети, ЗЛОЧИН НА КОЗЈЕМ ОСТРВУ, р. Славенко Салетовић, 4. 9. 1986, Српско народно позориште, Нови Сад
- Ненад Прокић, ХОМО ВОЛАНС, р. Дејан Мијач, 7. 9. 1986, Народно позориште Сомбор
- Мирослав Беловић, ШПАНСКА ЕРОИКА (у поводу 50-годишњице Шпанског грађанског рата), р. Мирослав Беловић, 1. 10. 1986, Мултимедијални театар "Сцена 12" Радио Новог Сада
- Милован Витезовић, ХАМЛЕТ СТУДИРА ГЛУМУ, р. Дејан Мијач, 7. 11. 1986, Вечерња сцена "Радовић", Београд
- Слободан Стојановић, ПТИЦ И ПТИЦА, р. Дејан Мијач, 24. 11. 1986, Звездара Театар, Београд
- Зоран Мулић (музика), Лидија Пилипенко (либрето), ВЕЧИТИ МЛАДОЖЕЊА (балет), кор. и р. Лидија Пилипенко, 14. 12. 1986, Српско народно позориште, Нови Сад
- Валтер Бауер, ПЛАВО И ЦРВЕНО У ДУГИ, р. Ђорђе Ђурђевић, 14. 12. 1986, Позориште младих, Нови Сад
- Јован Стерија Поповић, РОДОЉУПЦИ, р. Слободан Унковски, 26. 12. 1986, Српско народно позориште, Нови Сад
- Свечана академија 125 ГОДИНА СРПСКОГ НАРОДНОГ ПОЗОРИШТА, р. Војислав Солдатовић, 1986, Српско народно позориште, Нови Сад
- Оскар Вајлд, СРЕЋНИ ПРИНЦ, р. Милан Белегишанин, 28. 2. 1987, Позориште младих, Нови Сад
- Сергеј Сергејевич Прокофјев (музика), Н. Д. Волков по Ш. Пероу (либрето), ПЕПЕЉУГА (балет), кор. и р. Роберт Албертович Кљавим, 27. 3. 1987, Српско народно позориште, Нови Сад
- Милош Црњански, РОМАН О ЛОНДОНУ, р. Стево Жигон, 8. 9. 1987, Српско народно позориште, Нови Сад
- Слободан Шнајдер, ДУМАНСКЕ ТИШИНЕ, р. Мира Ерцег, 10. 10. 1987, Српско народно позориште, Нови Сад
- Стеван Пешић, LOVSKA ZGODBA (ЛОВАЧКА ПРИЧА), р. Војислав Солдатовић, 6. 12. 1987, Словенско народно гледалишче СНГ Драма Марибор[30]
- Слободан Селенић, РУЖЕЊЕ НАРОДА У ДВА ДЕЛА, р. Дејан Мијач, 25. 12. 1987, Југословенско драмско позориште, Београд
- Леонид Николајевич Андрејев, АНФИСА, р. Вида Огњеновић, 15. 1. 1988, Народно позориште у Београду
- Мирослав Штаткић (музика), Богдан Рушкуц (либрето), ОРИОН (балет), кор. и р. Славко Перван, 12. 4. 1988, Српско народно позориште, Нови Сад
- Миклош Хубаи, RÓMAI KARNEVÁL (РИМСКИ КАРНЕВАЛ), р. Милан Белегишанин, 26. 4. 1988, Новосадско позориште - Újvidéki Színház[31]
- Антон Павлович Чехов, ТРИ СЕСТРЕ, р. Вида Огњеновић, 26. 4. 1988, Хрватско народно казалиште Осијек
- Лудвиг Минкус (музика), В. Логунов (либрето по М. Сервантесу), ДОН КИХОТ (балет), р. Владимир Логунов, 31. 5. 1988, Народно позориште у Београду
- Душан Ковачевић, РАДОВАН ТРЕЋИ, р. Дејан Мијач, 31. 5. 1988, Сатиричко казалиште "Јазавац", Загреб
- Драго Јанчар, КЛЕМЕНТОВ ПАД, р. Звоне Шедлбауер, 17. 9. 1988, Српско народно позориште, Нови Сад
- Петар Петровић Његош, ГОРСКИ ВИЈЕНАЦ, р. Вида Огњеновић, 18. 9. 1988 (Тршић), 13. 11. 1988 (Београд), Вуков сабор у Тршићу и "Сава" центар, Београд
- Карло Голдони, КАФЕТЕРИЈА, р. Желимир Орешковић, 28. 10. 1988, Народно позориште "Тоша Јовановић", Зрењанин
- Лео Бирински, ЛУДА ИГРА, р. Вида Огњеновић, 23. 12. 1988, Српско народно позориште, Нови Сад
- Добрица Ћосић, Борислав Михајловић Михиз, ВАЉЕВСКА БОЛНИЦА, р. Дејан Мијач, 31. 1. 1989, Југословенско драмско позориште, Београд
- Жорж Фејдо, МАГАРАЦ, р. Желимир Орешковић, 18. 3. 1989, Српско народно позориште, Нови Сад
- Јелица Зупанц, СРБИЈОМ УЗВОДНО, р. Милош Лазин, 26. 3. 1989, Београдско драмско позориште
- Хенрик Ибзен, A HAZAÁRULÓ (НЕПРИЈАТЕЉ НАРОДА), р. Желимир Орешковић, 4. 4. 1989, Новосадско позориште - Újvidéki Színház[32]
- Иво Андрић, ЗЛОСТАВЉАЊЕ (монодрама), р. Вида Огњеновић, 27. 4. 1989, Вечерња сцена "Радовић", Београд
- Бранислав Нушић, ПОКОЈНИК, р. Дејан Мијач, 19. 5. 1989, Српско народно позориште, Нови Сад
- Вилијем Шекспир, ВЕСЕЛЕ ЖЕНЕ И ФАЛСТАФОВЕ СЦЕНЕ (дипломска представа студената глуме), р. Бранко Плеша, 10. 6. 1989, Српско народно позориште, Нови Сад
- Борислав Михајловић Михиз, БАНОВИЋ СТРАХИЊА, р. Дејан Мијач, 17. 9. 1989, Вуков сабор у Тршићу и Звездара Театар, Београд
- Имре Калман (музика), Ласло Вегел (либрето), КНЕГИЊА ЧАРДАША (опера), р. Никита Миливојевић, 27. 10. 1989, Српско народно позориште, Нови Сад
- Николај Робертович Ердман, SAMOMORILEC (САМОУБИЦА), р. Вида Огњеновић, 7. 12. 1989, Словенско народно гледалишче Нова Горица
- Камиј Сен-Санс (музика), Лидија Пилипенко (либрето), САМСОН И ДАЛИЛА (балет), р. Л. Пилипенко, 11. 12. 1989, Народно позориште у Београду
- По Јовану Јовановићу Змају, Ратко Радивојевић и Александра Илић Плескоњић, КОЗОДЕР У АКЦИЈИ (Новогодишњи програм "Свет бајки"), р. Ратко Радивојевић, 21. 12. 1989, Српско народно позориште, Нови Сад[33]
- Жорж Фејдо, БУБА У УХУ, р. Војислав Солдатовић, 22. 12. 1989, Хрватско народно казалиште Осијек
- Роберт Колар, ОПАСАН ПУТ (Новогодишњи програм "Свет бајки"), р. Роберт Колар, 23. 12. 1989, Српско народно позориште, Нови Сад
- Ратко Радивојевић, Александра Плескоњић, КОЗОДЕР У АКЦИЈИ (space опера), р. Ратко Радивојевић, 13. 1. 1990, Српско народно позориште, Нови Сад
- Зоран Бачић, Златан Фазлагић, ПРЕСТАЋЕ ВЕТАР, р. Александар Ђорђевић, 15. 1. 1990, Позориште на Теразијама, Београд
- Петар Иљич Чајковски (музика), Дарил Греј (либрето), ЗИМСКИ СНОВИ (балет), р. Дарил Греј, 8. 2. 1990, Народно позориште у Београду
- Симфонијске игре Габора Ленђела по мотивима спева Ивана Мажуранића, СМРТ СМАИЛ-АГЕ ЧЕНГИЋА (балет), кор. и р. Нада Кокотовић, 3. 3. 1990, Српско народно позориште, Нови Сад
- Вилијем Шекспир, КРАЉ ЛИР, р. Љубиша Ристић, 29. 3. 1990, Српско народно позориште, Нови Сад
- Слободан Селенић, ОЧЕВИ И ОЦИ, р. Зоран Ратковић, 20. 4. 1990 (Сомбор), 5. 6. 1992 (Београд), Позориште "Атеље 212", Београд
- Тенеси Вилијемс, МАЧКА НА УСИЈАНОМ ЛИМЕНОМ КРОВУ, р. Љиљана Тодоровић, 18. 5. 1990, Београдско драмско позориште
- Франц Ксавер Крец, СТАЗА ДИВЉАЧИ, р. Ивана Вујић, 25. 5. 1990, Српско народно позориште, Нови Сад
- Дубравка Кнежевић, ЧЕКАЈУЋИ ФОРТИНБРАСА, р. Владимир Лазић, 23. 9. 1990, Српско народно позориште, Нови Сад
- Добрица Ћосић, Радомир Путник, ОДБРАНА БЕОГРАДА, р. Петар Зец, 23. 9. 1990, Скупштина Града Београда и "Сава" центар, Београд
- Вида Огњеновић, ЈЕ ЛИ БИЛО КНЕЖЕВЕ ВЕЧЕРЕ?, р. В. Огњеновић, 4. 11. 1990, Народно позориште у Београду
- Беджих Сметана (музика), Карел Сабина (либрето), ПРОДАНА НЕВЕСТА (опера), р. Бранислав Кришка, 27. 11. 1990, Српско народно позориште, Нови Сад
- Милош Николић, СВЕТИСЛАВ И МИЛЕВА, р. Војислав Солдатовић, премијера обнове 1990, Српско народно позориште, Нови Сад
- Петер Вајс, ПАТЊЕ ГОСПОДИНА МОКИНПОТА, р. Радослав Миленковић, 16. 1. 1991, Српско народно позориште, Нови Сад
- Аристофан, ЖЕНЕ У НАРОДНОЈ СКУПШТИНИ, р. Зоран Ратковић, 2. 2. 1991, Српско народно позориште, Нови Сад
- Вацлав Хавел, АУДИЈЕНЦИЈА, р. Богдан Рушкуц, 8. 2. 1991, Српско народно позориште, Нови Сад
- Луј Јозеф Фердинанд Харолд (музика), Жан Добервал (либрето), ВРАГОЛАНКА (балет), р. Ико Отрин, премијера обнове 22. 2. 1991, Српско народно позориште, Нови Сад
- Вилијем Шекспир, САН ЛЕТЊЕ НОЋИ, р. Јагош Марковић, 14. 5. 1991, Позориште "Бошко Буха", Београд
- Хенрик Ибзен, ДИВЉА ПАТКА, р. Никола Јевтић, 23. 5. 1991, Народно позориште у Београду
- Томас Ман, МАРИО И МАЂИОНИЧАР, р. Никита Миливојевић, 11. 6. 1991, Југословенско драмско позориште, Београд
- Бранислав Нушић, ВЛАСТ, р. Петар Зец, 20. 6. 1991, Земунски театар "Гардош", Земун
- Адолф Адам (музика), Готије и Сен-Жорж (либрето), ЖИЗЕЛА (балет), р. Катарина Обрадовић, 27. 6. 1991, Народно позориште у Београду
- Мирослав Беловић, ЖДРАЛОВО ПЕРЈЕ, р. Мирослав Беловић, 14. 10. 1991, Позориште "Бошко Буха", Београд
- Алфред Жари, КРАЉ ИБИ, р. Радослав Миленковић, 17. 10. 1991, Театар "Јоаким Вујић", Крагујевац
- Бора Ћосић, РАДО ИДЕ СРБИН У ВОЈНИКЕ, р. Зоран Ратковић, 20. 12. 1991, Народно позориште Сомбор
- Добривоје Илић, НИЈЕ НОВА ГОДИНА МАЧКА У ЏАКУ, р. Јагош Марковић, 21. 12. 1991, Позориште "Бошко Буха", Београд
- Ђузепе Верди (музика), Франческо Пјаве (либрето), ТРАВИЈАТА (опера), р. Бора Поповић, 30. 12. 1991, Народно позориште у Београду
- ALTUM SILENTIUM (балет), либрето и кор. Желимир Новков, 1991, Печуј - Нови Сад
- Павел Кохоут, РАТ НА ТРЕЋЕМ СПРАТУ, р. Радослав Миленковић, 1991, УЛДВ, Нови Сад
- 200 ГОДИНА КАРЛОВАЧКЕ ГИМНАЗИЈЕ, р. Вида Огњеновић, 1991, Гимназија Сремски Карловци - Нови Сад
- Милован Витезовић, ПРИНЦ РАСТКО - МОНАХ САВА, р. Милан Караџић, 8. 2. 1992, Позориште "Бошко Буха", Београд
- Густав Малер, ВАСКРСЕЊЕ (балет), р. Лидија Пилипенко, 16. 3. 1992, Народно позориште у Београду
- Вилијем Шекспир, РИЧАРД ТРЕЋИ, р. Вида Огњеновић, 15. 4. 1992, Народно позориште у Београду
- Вилијем Шекспир, УКРОЋЕНА ГОРОПАД, р. Зоран Ратковић, 23. 4. 1992, Народно позориште Сомбор
- Вилијем Шекспир, БОГОЈАВЉЕНСКА НОЋ, р. Јагош Марковић, 3. 6. 1992, Југословенско драмско позориште, Београд
- Иво Андрић, СЛИКЕ ИЗ ЖИВОТА ВУКА КАРАЏИЋА, р. Петар Зец, 20. 9. 1992, Вуков сабор у Тршићу, Културно-просветна заједница Србије и Културно-просветна заједница Лознице
- Радоје Домановић, ВОЂА, р. Радослав Миленковић, 10. 10. 1992, Српско народно позориште, Нови Сад
- Џон Осборн, ОСВРНИ СЕ У ГНЕВУ, р. Балша Ђого, 22. 11. 1992, Народно позориште у Београду
- Аристофан, ЛИСИСТРАТА, р. Петар Зец, 17. 2. 1993, "Сава" центар, Београд и Град-театар Будва
- Вида Огњеновић (по И. Андрићу), ДЕВОЈКА МОДРЕ КОСЕ, р. В. Огњеновић, 2. 3. 1993, Југословенско драмско позориште, Београд
- Петер Милер, ТУЖНА ЈЕ НЕДЕЉА, р. Божидар Ђуровић, 14. 3. 1993, Народно позориште у Београду
- Миодраг Станисављевић, ВАСИЛИСА ПРЕКРАСНА, р. Милан Караџић, 19. 3. 1993, Позориште "Бошко Буха", Београд
- Владимир Андрић, КО СЕ ШУЊА ИЗА ЖБУЊА, р. Владимир Андрић, 19. 3. 1993, Народно позориште Сомбор
- Ђузепе Верди (музика), Лидија Пилипенко (либрето по А. Дими), ДАМА СА КАМЕЛИЈАМА (балет), р. Лидија Пилипенко, 29. 3. 1993, Народно позориште у Београду
- Жан Батист Поклен де Молијер, ДОН ЖУАН, р. Зоран Ратковић, 7. 5. 1993, Народно позориште Сомбор
- Самјуел Бекет, КРАЈ ПАРТИЈЕ, р. Павле Лазић, 22. 5. 1993, Народно позориште у Београду
- Сергеј Прокофјев (музика), РОМЕО И ЈУЛИЈА (балет), р. Александар Шекера, 10. 6. 1993, Народно позориште у Београду
- И. С. Тургењев, МЕСЕЦ ДАНА НА СЕЛУ, р. Цисана Мурусидзе, 1. 10. 1993, Народно позориште у Београду
- Миодраг Ђукић, КИСЕОНИК, р. Јовица Павић, 6. 10. 1993, Народно позориште у Нишу
- Бранислав Нушић, ГОСПОЂА МИНИСТАРКА, р. Бранко Поповић, 10. 12. 1993, Српско народно позориште, Нови Сад
- Јуџин О’Нил, МЕСЕЧИНА ЗА НЕСРЕЋНЕ, р. Вида Огњеновић, 17. 1. 1994, Српско народно позориште, Нови Сад
- Џ. Б. Шо, ПИГМАЛИОН, р. Јовица Павић, 7. 3. 1994, Народно позориште у Београду
- Тенеси Вилијамс, ТЕТОВИРАНА РУЖА, р. Миленко Маричић, 30. 3. 1994, Народно позориште у Београду
- Дејвид Мемет, ОЛЕАНА, р. Вида Огњеновић, 7. 5. 1994, Позориште "Атеље 212", Београд
- Карло Голдони, Емануило Јанковић, ТЕРГОВЦИ, р. Вида Огњеновић, 16. 5. 1994, Југословенско драмско позориште, Београд
- Мануел де Фаље, Римски-Корсаков, ЉУБАВ, ЧАРОБНИЦА И ШЕХЕРЕЗАДА (балет), р. Лидија Пилипенко, 19. 5. 1994, Народно позориште у Београду
- Лаза Костић, ГОРДАНА, р. Зоран Ратковић, 5. 10. 1994, Народно позориште Сомбор
- Николај Римски-Корсаков (музика и либрето по Гогољу), МАЈСКА НОЋ (опера), р. Богдан Рушкуц, 7. 10. 1994, Српско народно позориште, Нови Сад
- Педро Калдерон де ла Барка, ЖИВОТ ЈЕ САН, р. Никита Миливојевић, 8. 11. 1994, Народно позориште у Београду
- Александар Поповић, МРТВА ТАЧКА, р. Радослав Миленковић, 28. 12. 1994, Звездара Театар, Београд
- Синиша Ковачевић, СРПСКА ДРАМА, р. Јовица Павић, 1994, Позориште Параћин
- Јуџин О’Нил, МЕСЕЧИНА ЗА НЕСРЕЋНЕ, р. Вида Огњеновић, 17. 1. 1995, Српско народно позориште, Нови Сад
- Драган Симеуновић, НОВИ СВЕТСКИ ПОРЕДАК, р. Јовица Павић, 4. 3. 1995, Студентски културни центар, Београд
- Стеван Пешић, ТЕСЛА ИЛИ ПРИЛАГОЂАВАЊЕ АНЂЕЛА, р. Душан Михаиловић, 24. 3. 1995, Народно позориште у Београду
- Едвард Олби, ТРИ ВИСОКЕ ЖЕНЕ, р. Вида Огњеновић, 10. 5. 1995, Југословенско драмско позориште, Београд
- Петар Иљич Чајковски (музика), Виктор Мариус Алфонс Петипа (либрето), ЛАБУДОВО ЈЕЗЕРО (балет), кор. Симон Андре, 11. 5. 1995, Народно позориште у Београду
- Питер Шефер, ЦРНА КОМЕДИЈА, р. Ања Суша, 26. 5. 1995, Позориште на Теразијама, Београд
- Мирослав Беловић, ЖДРАЛОВО ПЕРЈЕ, р. Мирослав Беловић, 15. 9. 1995, Народно позориште Сомбор
- Жил Масне (музика), Е. Бло, П. Милије, Ж. Хартман (либрето по Гетеу), ВЕРТЕР (опера), р. Клаудио дел Монако, 17. 10. 1995, Српско народно позориште, Нови Сад
- Ф. М. Достојевски, ИДИОТ, р. Стево Жигон, 22. 11. 1995, Народно позориште у Београду
- Жан Батист Поклен де Молијер, ДОН ЖУАН, р. Петар Зец, 8. 12. 1995, Народно позориште у Београду
- Јуџин О’Нил, ДУГО ПУТОВАЊЕ У НОЋ, р. Велимир Митровић, 22. 12. 1995, Народно позориште у Београду
- ПОРУКА ЗА МИР (концерт), р. Клаудио дел Монако, 1995, Српско народно позориште, Нови Сад
- Мери Чејс, HARVEY (ХАРВИ), р. Вида Огњеновић, 4. 4. 1996, Словенско народно гледалишче Нова Горица
- Николај Кољада, МУРЛИН МУРЛО, р. Радослав Миленковић, 6. 4. 1996, Српско народно позориште, Нови Сад
- Стеван Дивјаковић (музика), Симон Грабовац и Владимир Логунов (либрето), ПРЕДСМРТНА ЉУБАВНА ПЕСМА (ПРУЖИ МИ РУКУ, ТЕРПСИХОРА / ПРЕДСМРТНА ЉУБАВНА ПЕСМА) (балет), кор. и р. Владимир Логунов, 10. 4. 1996, Српско народно позориште, Нови Сад
- Пјотр Иљич Чајковски (музика), УСПАВАНА ЛЕПОТИЦА (балет), кор. и р. Владимир Логунов, 23. 5. 1996, Народно позориште у Београду
- Иван М. Лалић, ПУРИТАНСКА КОМЕДИЈА, р. Божидар Ђуровић, 25. 12. 1996, Народно позориште у Београду
- Николај Кољада, ПОЛОНЕЗА ОГИЊСКОГ, р. Вида Огњеновић, 30. 12. 1996, Југословенско драмско позориште, Београд
- ЗЛАТНО ЗВОНЦЕ, дечји ТВ фестивал, р. Јован Ристић, 1996, Српско народно позориште, Нови Сад
- Борис Асафјев (музика), БАХЧИСАРАЈСКА ФОНТАНА (балет), р. Роберт Кљавин, 16. 1. 1997, Народно позориште у Београду
- Људмила Разумовска, КУЋИ...!, р. Радослав Миленковић, 18. 1. 1997, Позориште "Атеље 212", Београд
- Вилијем Шекспир, ХАМЛЕТ, р. Дејан Крстовић, 23. 1. 1997, Позориште на Теразијама, Београд
- Шодерло де Лакло, Кристофер Хемптон, ОПАСНЕ ВЕЗЕ, р. Душан Петровић, 22. 2. 1997, Српско народно позориште, Нови Сад
- Зоран Мулић (музика), Лидија Пилипенко (либрето по К. Трифковићу), ИЗБИРАЧИЦА (балет), кор. и р. Лидија Пилипенко, 12. 4. 1997, Српско народно позориште, Нови Сад
- Камиј Сен-Санс, САМСОН И ДАЛИЛА (балет), р. Лидија Пилипенко, 29. 4. 1997, Народно позориште у Београду
- Хајнер Милер, ЕКСТАЗА СМРТИ, р. Ненад Прокић, 10. 6. 1997, Југословенско драмско позориште, Београд
- САМСОН И ДАЛИЛА / ШЕХЕРЕЗАДА / ЉУБАВ ЧАРОБНИЦА (балет), кор. и р. Лидија Пилипенко, лето 1997, Град-театар Будва
- Жан Батист Поклен де Молијер, ТАРТИФ, р. Ласло Бабарци, 3. 10. 1997, Народно позориште у Београду
- Сергеј Рахмањинов, ЖЕНА (балет), р. Лидија Пилипенко, 6. 11. 1997, Народно позориште у Београду
- Горан Марковић, ГОВОРНА МАНА, р. Милан Караџић, 26. 12. 1997, Народно позориште у Београду
- П. И. Чајковски (музика), Владимир Бегичев, Василиј Гелцер (либрето), ЛАБУДОВО ЈЕЗЕРО (балет), кореографија Димитрије Парлић, обновљена премијера 23. 4. 1998, Народно позориште у Београду
- А. Р. Гарни, СИЛВИЈА, р. Милица Краљ, 11. 4. 1998, Позориште "Атеље 212", Београд
- Андор Силађи, ПЕПО ИЛИ ПОБУНА АНЂЕЛА, р. Ласло Бабарци, 24. 4. 1998, Српско народно позориште, Нови Сад
- Ерик Емануел Шмит, ЗАГОНЕТНЕ ВАРИЈАЦИЈЕ, р. Божидар Ђуровић, 2. 5. 1998, Народно позориште у Београду
- Павел Кохоут, ЦИЈАНИД У ПЕТ, р. Божидар Ђуровић, 3. 10. 1998, Народно позориште у Београду
- Александар Тишма, ВЕРЕ И ЗАВЕРЕ, р. Душан Петровић, 3. 10. 1998, Српско народно позориште, Нови Сад
- Густав Малер (музика), Лидија Пилипенко (либрето), КАВЕЗ (балет), кор. Лидија Пилипенко, 28. 10. 1999, Народно позориште у Београду
- Игор Стравински, ПОСВЕЋЕЊЕ ПРОЛЕЋА (балет), кореографија Дитмар Сајферт, 28. 11. 1998, Народно позориште у Београду
- Јоханес Брамс, ВУКОВИ (балет), кореографија Дитмар Сајферт, 28. 11. 1998, Народно позориште у Београду
- КОД ФЕМЕ НА БАЛУ (опера), р. Радослав Дорић, 1998, Српско народно позориште, Нови Сад
- Милован Витезовић, ПРИНЦ РАСТКО - МОНАХ САВА, р. Милан Караџић, 1998, "Сава" центар, Београд
- 800 ГОДИНА ХИЛАНДАРА, мултимедијална представа, р. Ненад Илић, 1998, Београд
- Пјотр Иљич Чајковски (музика), М. Петип (либрето по Е. Т. А. Хофману и адаптацији А. Диме), КРЦКО ОРАШЧИЋ (балет), р. Владимир Логунов, 1998, "Сава" центар, Београд
- Пјотр Иљич Чајковски (музика), М. Петип (либрето по Е. Т. А. Хофману и адаптацији А. Диме), КРЦКО ОРАШЧИЋ (балет), р. Владимир Логунов, 1998, Народно позориште у Београду
- Есхил, ПЕРСИЈАНЦИ, р. Божидар Ђуровић, 9. 4. 1999, Народно позориште у Београду
- XX ВЕК - ФОКИН И НИЖИНСКИ, балет Шопена, Дебисија и Карл Марије Вебера, кореографија Михаило Фокин, Катарина Обрадовић и Вацлав Нижински, 27. 10. 1999, Народно позориште у Београду
- Густав Малер, Шенберг, Шостакович, КРАЈ ХХ ВЕКА? (балет), кореографија Владимир Логунов, 28. 10. 1999, Народно позориште у Београду
- Арво Парт, Тино Роси, Милан Михајловић (музика), ОСАМЕ: УСПАВАНКА СА МИРИСОМ ЛАВАНДЕ / КОПИЛЕ / ШИЈА ЦРНЕ МАЧКИЦЕ (балет), кореографија Е. П. Гринвуд, 12. 4. 2000, Народно позориште у Београду
- Антон Павлович Чехов, ГАЛЕБ, р. Стево Жигон, 19. 5. 2000, Народно позориште у Београду
- Ђакомо Пучини, БОЕМИ (опера), р. Предраг Протић, 21. 6. 2000, Народно позориште у Београду
- Петар Зец, ЉУБАВНИЦИ, р. Петар Зец, 20. 10. 2000, Позориште "Славија", Београд
- Владимир Јагличић, КЊИГА О ЗЛОЧИНУ, р. Божидар Ђуровић, 21. 10. 2000, Спомен-парк "21. октобар", Крагујевац (Велики школски час)
- Стеван Христић (музика), ОХРИДСКА ЛЕГЕНДА (балет), р. Лидија Пилипенко, 22. 11. 2000, Народно позориште у Београду
- Душан Ковачевић, ШТА ЈЕ ТО У ЉУДСКОМ БИЋУ ШТО ГА ВОДИ ПРЕМА ПИЋУ, р. Божидар Ђуровић, 19. 1. 2001, Театар "Јоаким Вујић", Крагујевац
- Александар Израиловски (избор музике и либрето), ПРАШЋАЈУ (балет), кор. Александар Израиловски (ауторски пројекат поводом 30 година уметничког рада), 20. 2. 2001, Народно позориште у Београду
- Душан Цветић, ДАМИН ГАМБИТ, р. Јовица Павић, 10. 3. 2001, Позориште "Славија", Београд
- Станица Лазаревић, ОНИ НИОТКУДА, р. Јано Чањи, 8. 6. 2001, Театар "Јоаким Вујић", Крагујевац
- Ђузепе Верди (музика), Ф. М. Пијаве (либрето по В. Игоу), РИГОЛЕТО (опера), р. Предраг Протић, 9. 6. 2001, Народно позориште у Београду
- Едвард Елгар, Драгољуб Ђуричић (музика), Владимир Логунов (либрето), ДОКТОР ЏЕКИЛ И МИСТЕР ХАЈД (балет), р. Владимир Логунов, 27. 12. 2001, Народно позориште у Београду
- Љубомир Симовић, ХАСАНАГИНИЦА, р. Јагош Марковић, 30. 12. 2001, Народно позориште у Београду
- РУСКИЊА МАРИЈА, драма, р. Оливера Јежина (дипломска представа), 2001, Народно позориште у Београду
- Жан Пол Сартр, ИЗА ЗАТВОРЕНИХ ВРАТА, р. Оливера Јежина (дипломска представа), 2001, Студенски културни центар Београд
- Марин Држић, СКУП, р. Јагош Марковић, 14. 3. 2002, Југословенско драмско позориште, Београд
- Радјард Киплинг, КЊИГА О ЏУНГЛИ, р. Јагош Марковић, 13. 4. 2002, Позориште "Бошко Буха", Београд
- Зоран Христић (музика), ЛИМЕНИ ДОБОШ (балет), р. Исидора Станишић, 13. 5. 2002, Народно позориште у Београду
- Душан Ристић, ВЕЧЕРАС СЛУШАТЕ, р. Златко Паковић, 24. 5. 2002, Звездара Театар, Београд
- Вилијем Шекспир, ХАМЛЕТ, р. Ивана Вујић, 17. 10. 2002, Народно позориште у Београду
- Ф. Г. Лорка, ДОМ БЕРНАРДЕ АЛБЕ, р. Јагош Марковић, 18. 10. 2002, Позориште "Атеље 212", Београд
- Шарл Гуно (музика), ФАУСТ (опера), р. Предраг Протић, 21. 10. 2002, Народно позориште у Београду
- Радослав Дорић, СРБИ ГРАДЕ КУЋУ, р. Радослав Дорић, 19. 11. 2002, Позориште "Славија", Београд
- Ингмар Вилквист, НОЋ ХЕЛВЕРА, р. Ненад Прокић, 15. 1. 2003, Битеф театар, Београд
- Бошко Пулетић, БУКЕФАЛ, р. Маја Милатовић, 2. 2. 2003, Народно позориште у Београду
- Јагош Марковић, ГОВОРНИЦА, р. Јагош Марковић, 15. 2. 2003, Југословенско драмско позориште, Београд
- Исидора Станишић, Чарни Ђерић, ЛИФТ, кореографија И. Станишић, Ч. Ђерић, 11. 4. 2003, Битеф театар, Београд
- Џ. Р. Р. Толкин, ХОБИТ, р. Кокан Младеновић, 11. 5. 2003, Позориште "Бошко Буха", Београд
- Карло Голдони, РИБАРСКЕ СВАЂЕ, р. Горан Рушкуц, 4. 6. 2003, Народно позориште у Београду
- Сергеј Прокофјев (музика), РОМЕО И ЈУЛИЈА (балет), кор. и р. Димитрије Парлић, премијера обнове 26. 6. 2003, Народно позориште у Београду
- Василиј Сигарев, ЦРНО МЛЕКО, р. Ђурђа Тешић, 6. 7. 2003, Народно позориште у Београду
- Сибил Берг, ПАС, ЖЕНА, МУШКАРАЦ, р. Зијах Соколовић, 7. 10. 2003, Народно позориште у Београду
- Нина Валс, НЕЗВАНИ ГОСТ, р. Вида Огњеновић, 23. 10. 2003, Народно позориште у Београду
- Гаетано Доницети (музика), ЉУБАВНИ НАПИТАК (опера), р. Пламен Каталов, 5. 11. 2003, Народно позориште у Београду
- ЛАКУ НОЋ, ДЕЦО, ТВ серија за децу у 30 епизода, р. Балша Ђого, 2003, Радио Телевизија Србије - ТВ Београд
- П. И. Чајковски, ПЕСНИК ЧАЈКОВСКИ (балет), р. Лидија Пилипенко, 31. 1. 2004, Народно позориште у Београду
- Горан Петровић, СКЕЛА, р. Кокан Младеновић, 16. 2. 2004, Влада Републике Србије и Народно позориште у Београду (Орашац)
- Кшиштоф Бизјо, ПОРАЗГОВАРАЈМО О ЖИВОТУ И СМРТИ, р. Ненад Прокић, 21. 2. 2004, Битеф театар, Београд
- Бранислав Нушић, ГОСПОЂА МИНИСТАРКА, р. Јагош Марковић, 10. 3. 2004, Народно позориште у Београду
- Стојан Стојков (музика), Миле Волканоски (либрето), ОХРИДСКАТА РОБИНКА ТАШУЛА (ОХРИДСКА РОБИЊА ТАШУЛА) (балет), кор. Владимир Логунов, 9. 4. 2004, Македонски народен театар, Скопље
- Е. Жебровски, К. Зануси, НЕДОСТУПНА, УНАПРЕД ПЛАЋЕНО МИЛОСРЂЕ, р. Ненад Прокић, 28. 12. 2004, Битеф театар, Београд
- Еурипид, ИФИГЕНИЈИНА СМРТ У АУЛИДИ, р. Стеван Бодрожа, 10. 3. 2005, Народно позориште у Београду
- Бора Станковић, КОШТАНА, р. Рахим Бурхан, 8. 4. 2005, Народно позориште у Београду
- Франко Алфано (музика), ВАСКРСЕЊЕ (опера), р. Божидар Ђуровић, 14. 10. 2005, Српско народно позориште у Новом Саду
- Н. В. Гогољ, ЖЕНИДБА, р. Славенко Салетовић, 4. 11. 2005, Народно позориште у Београду
- Горан Бреговић (музика), Бошко Милин (либрето према А. Дими), КРАЉИЦА МАРГО (балет), р. Крунислав Симић, 1. 12. 2005, Народно позориште у Београду
- Арчибалд Рајс, ЧУЈТЕ СРБИ, ЧУВАЈТЕ СЕ СЕБЕ, р. Душко Анђић, 11. 3. 2006, Позориште "Огледало", Београд (студио ТВ Метрополис у Грачаничкој улици)
- Антон Павлович Чехов, ТРИ СЕСТРЕ, р. Вида Огњеновић, 5. 5. 2006, Народно позориште у Београду
- Љубивоје Тадић, КАКО ЈЕ ДИВАН ТАЈ ПРИЗОР, р. Љубивоје Тадић, 8. 7. 2006, Позориште "Огледало", Београд (студио ТВ Метрополис у Грачаничкој улици)[34]
- Јун Фосе, МУКЕ СА СЛОБОДОМ, р. Вида Огњеновић, 2. 8. 2006, Народно позориште у Београду и БЕЛЕФ (Београдски летњи фестивал)
- Вилијем Шекспир, РОМЕО И ЈУЛИЈА, р. Ивана Вујић, 7. 11. 2006, Народно позориште у Београду
- Игор Стравински, ЖАР-ПТИЦА (балет), кореографија Дитмар Сајферт, 15. 12. 2006, Народно позориште у Београду
- Јулије Марић, ИЗЛОЖБА СЛИКА (балет), р. Владимир Логунов, 22. 12. 2006, Народно позориште Сарајево
- Иво Брешан, ПРЕДСТАВА ХАМЛЕТА У СЕЛУ МРДУША ДОЊА, р. Желимир Орешковић, 30. 1. 2007, Народно позориште у Београду
- Грегори Берк, ГАГАРИНОВ ПУТ, р. Маја Милатовић, 4. 2. 2007, Битеф театар, Београд
- Јован Стерија Поповић, ПОКОНДИРЕНА ТИКВА, р. Јагош Марковић, 27. 2. 2007, Народно позориште у Београду
- Милорад Павић, СВАДБА У КУПАТИЛУ, р. Саша Габрић, 26. 4. 2007, Позориште на Теразијама, Београд
- Лидија Пилипенко (избор музике из Малерове "Друге симфоније" и либрето), КАВЕЗ (балет), кор. Лидија Пилипенко, премијера обнове 9. 6. 2007, Народно позориште у Београду
- Жељко Мијановић, МАЕСТРО, р. Славенко Салетовић, 12. 10. 2007, Позориште "Славија", Београд
- Шодерло де Лакло, Кристофер Хемптон, Хајнер Милер, ОПАСНЕ ВЕЗЕ / КВАРТЕТ, р. Стеван Бодрожа, 14. 10. 2007, Народно позориште у Београду
- Лудвиг Минкус (музика), М. Петипа (либрето по М. Сервантесу), ДОН КИХОТ (балет), кореографија М. Петипа, нова кор. верзија и поставка Владимир Васиљев, 15. 11. 2007, Народно позориште у Београду
- Н. С. Греј, АЛАДИНОВА ЧАРОБНА ЛАМПА, р. Милан Караџић, 10. 12. 2007, Позориште "Бошко Буха", Београд
- Љубивоје Тадић, ДОСТОЈЕВСКИ, р. Љубивоје Тадић, 2007, Позориште "Огледало", Богословија и Радио Телевизија Србије
- Радослав Дорић, КАКО СУ СЕ ЗАВОЛЕЛИ ЧЕТНИЦИ И ПАРТИЗАНИ, р. Радослав Дорић, 5. 4. 2008, Позориште "Славија", Београд
- Гаетано Доницети, ДОН ПАСКВАЛЕ (опера), р. Саша Габрић, 12. 4. 2008, Народно позориште у Београду
- Стеван Мокрањац (музика), Лидија Пилипенко (либрето према Б. Станковићу), НЕЧИСТА КРВ (балет), кор. и р. Лидија Пилипенко, 15. 6. 2008, Народно позориште у Београду
- Бранислав Нушић, ДР, р. Јагош Марковић, 26. 6. 2008, Народно позориште у Београду
- Бранислав Нушић, ВЛАСТ, р. Радослав Дорић, 25. 10. 2008, Позориште "Славија", Београд
- Морис Метерлинк, ПЛАВА ПТИЦА, р. Никита Миливојевић, 26. 11. 2008, Позориште "Бошко Буха", Београд
- РАДОСТ ЕВРОПЕ, спектакл, р. Мишко Милојевић, 2008, Београдска арена
- Жељко Мијановић, КИРБИ, р. Славенко Салетовић, 26. 2. 2009, Позориште "Славија", Београд
- Људмила Разумовска, МАЛА СИРЕНА, р. Милан Караџић, 1. 3. 2009, Позориште "Бошко Буха", Београд
- Жан Пол Сартр, ИЗА ЗАТВОРЕНИХ ВРАТА, р. Душко Лончар, 10. 4. 2009 (дипломска представа), Народно позориште у Београду
- Љиљана Лашић, КУЋА БЕЗ ПРОЗОРА, р. Владимир Лазић, 25. 4. 2009, Позориште "Славија", Београд
- Лајко Феликс (музика), INTERVAL / SONGS / VIVA LA VIDA (балет), кореографија Зоран Марковић, Александар Илић и Маша Колар, 29. 4. 2009, Народно позориште у Београду
- Андреј Базилевски, ЈЕДНОМ И ЗАУВЕК, р. Божидар Ђуровић, 21. 10. 2009, Спомен-парк "21. октобар", Крагујевац (Велики школски час)
- Тони Кушнер, КОД КУЋЕ / КАБУЛ, р. Жељко Ђукић, 26. 10. 2009, Народно позориште у Београду
- Растислав Камбасковић (музика), ХАСАНАГИНИЦА (опера), р. Ивана Драгутиновић Маричић, 22. 11. 2009, Народно позориште у Београду
- Бранислав Нушић, ПОКОЈНИК, р. Егон Савин, 26. 12. 2009, Народно позориште у Београду
- Миладин Шеварлић, ДИВЉАЧ ЈЕ ПАЛА, р. Милош Јагодић, 28. 1. 2010, Позориште "Славија", Београд
- Метју Карлсон, Радомир Вукотић, ЦИМЕРИ, р. Радомир Вукотић, 21. 3. 2010, Позориште "Славија", Београд
- ЛИСАБОНСКА ПРИЧА (балет на фадо музику), Маја Волк (либрето), кор. Александар Илић, 14. 5. 2010 (Међународни фестивал кореографских минијатура), Народно позориште у Београду и Београдски фадисти
- Гаетано Доницети, ЛУЧИЈА ОД ЛАМЕРМУРА (опера), р. Џон Рамстер, 29. 5. 2010, Народно позориште у Београду
- Иљф и Петров, ЗЛАТНО ТЕЛЕ, р. Горан Марковић, 6. 10. 2010, Народно позориште у Београду
- В. А. Моцарт, ФИГАРОВА ЖЕНИДБА (опера), р. Јагош Марковић, 21. 10. 2010, Народно позориште у Београду
- Мирослав Павићевић, РАДИ МИ СВАШТА, р. Владимир Лазић, 23. 10. 2010, Позориште "Славија", Београд
- Ђузепе Верди (музика), Лидија Пилипенко (либрето по А. Дими), ДАМА СА КАМЕЛИЈАМА (балет), р. Лидија Пилипенко, премијера обнове 24. 12. 2010, Народно позориште у Београду
- Миодраг Станисављевић, ВАСИЛИСА ПРЕКРАСНА, р. Милан Караџић, 22. 1. 2011, Позориште "Бошко Буха", Београд
- Марија Бишоф, Радомир Путник, ДОСИТЕЈ - ЗНАЊЕ БЕЗ ГРАНИЦА, р. Божидар Ђуровић, 15. 4. 2011, Влада Републике Србије, Министарство просвете и културе Републике Србије и Задужбина "Доситеј Обрадовић", Београд (Народно позориште у Београду)
- Ерик Емануел Шмит, МАЛИ БРАЧНИ ЗЛОЧИНИ, р. Филип Гринвалд, 16. 4. 2011, Народно позориште у Београду
- Лудвиг Минкус (музика), Маријус Петипа (либрето), БАЈАДЕРА (балет), кореографија Габриела Комлева, 19. 5. 2011, Народно позориште у Београду
- Сергеј Коковкин, МИСИС ТОЛСТОЈ, р. Радослав Миленковић, 4. 6. 2011, Народно позориште у Београду
- Матија Бећковић, РЕЧЕ МИ ЈЕДАН ЧО’ЕК, ЋЕРАЋЕМО СЕ ЈОШ КАД БУДЕМ МЛАЂИ, р. Петар Божовић, 14. 10. 2011, Позориште "Славија", Београд
- Гаетано Доницети, ДОН ПАСКВАЛЕ (опера), р. Саша Габрић, 17. 12. 2011, Народно позориште у Београду
- Тенеси Вилијамс, СТАКЛЕНА МЕНАЖЕРИЈА, р. Радослав Миленковић, 16. 3. 2012, Народно позориште у Београду
- Вилијем Шекспир, ХЕНРИ ШЕСТИ (ПРВИ ДЕО), р. Никита Миливојевић, 11. 5. 2012 (Лондон), 15. 6. 2012 (Београд), Народно позориште у Београду, Фонд "Лаза Костић", Београд и Глоуб Театар, Лондон
- Жан Батист Поклен де Молијер, МИЗАНТРОП, р. Егон Савин, 19. 5. 2012, Народно позориште у Београду
- Жан Ануј, ЖЕНСКИ ОРКЕСТАР, р. Југ Радивојевић, 3. 11. 2012, Народно позориште у Београду
- Томас Семенски, ПЕТАР ПАН (балет), кореографија Брус Стајвел, 10. 11. 2012, Народно позориште у Београду
- Милош Радовић, ЧОРБА ОД КАНАРИНЦА, р. Сташа Копривица, 18. 2. 2013, Агенција "Colonna" и "Impressario", Београд и Звездара Театар, Београд
- П. И. Чајковски, УСПАВАНА ЛЕПОТИЦА (балет), р. Владимир Логунов, 13. 6. 2013, Српско народно позориште, Нови Сад
- Ф. М. Достојевски, КАРАМАЗОВИ (САБЛАСНИ ЕРОС), р. Владимир Лазић, 14. 9. 2013, Позориште "Славија", Београд
- Александар Дима Син, ДАМА С КАМЕЛИЈАМА, р. Југ Радивојевић, 1. 10. 2013, Народно позориште у Београду
- Ксенија Поповић, УСПАВАНКА ЗА ВУКА НИЧИЈЕГ, р. Ђурђа Тешић, 9. 7. 2013 (Будва), 3. 11. 2013 (Београд), Народно позориште у Београду и Град-театар Будва
- Драган Вучићевић, ПРАВАЦ ЕВРОПА, р. Велимир Митровић, 19. 11. 2013, Позориште "Славија", Београд
- ЊЕГОШ НЕБОМ ОСИЈАН, музичко-сценски спектакл Иване Жигон поводом 200 година од рођења Његоша, 13. 11. 2013, Народно позориште у Београду и Светигора, Београд
- Стеван Јаковљевић, СРПСКА ТРИЛОГИЈА, р. Славенко Салетовић, 22. 11. 2013, Народно позориште у Београду
- Љубивоје Тадић, АРЧИБАЛД РАЈС, р. Љубивоје Тадић, 15. 2. 2014, Центар за стратешке пројекте, Београд и Позориште "Раша Плаовић", Уб
- Бранислав Нушић, КАКО ВРЕМЕ БРЗО ПРОЛАЗИ, р. Марко Мисирача, 5. 3. 2014, Позориште "Славија", Београд
- Дара де Лука, ГОСПОЂЕ (део међународног пројекта "ONE NIGHT SHOW"), р. Дара де Лука, кор. Александар Илић, 15. 3. 2014, Удружење професионалних балетских играча, кореографа и балетских педагога Србије (Народно позориште у Београду)
- Бранислав Нушић, НАРОДНИ ПОСЛАНИК, р. Саша Габрић, 31. 5. 2014, Народно позориште у Београду
- СТОЈТЕ, ГАЛИЈЕ ЦАРСКЕ, музичко-сценски спектакл Иване Жигон поводом 100 година од почетка Првог светског рата, 17. 9. 2014, "Сава" центар, Београд, Светигора, Београд и Друштво српско-руског пријатељства, Београд
- Ђузепе Верди (музика), Франческо Пјаве (либрето), ТРАВИЈАТА (опера), р. Ивана Драгутиновић Маричић, 4. 10. 2014, Народно позориште у Београду
- Бранислав Нушић, УЈЕЖ, р. Иван Бекјарев, 18. 10. 2014, Позориште "Славија", Београд
- Бранислав Нушић, ОПАСНА ИГРА, р. Велимир Митровић, 22. 10. 2014, Позориште "Славија", Београд
- Светислав Божић, МЕЛАНХОЛИЧНИ СНОВИ ГРОФА САВЕ ВЛАДИСЛАВИЋА (опера), р. Александар Николић, 28. 2. 2015, Народно позориште у Београду
- Оскар Вајлд, СЛИКА ДОРИЈАНА ГРЕЈА (балет), р. Владимир Логунов, 30. 3. 2015, Народно позориште у Београду
- Горан Марковић, МАЈСТОРИ, МАЈСТОРИ, р. Милан Караџић, 2. 4. 2015, Вечерња сцена "Бошко Буха", Београд
- Бранислав Нушић, ЛОПУЖЕ, р. Велимир Митровић, 20. 10. 2015, Позориште "Славија", Београд
- Бранислав Нушић, ПРВА ПАРНИЦА, р. Марко Мисирача, 7. 11. 2015, Позориште "Славија", Београд
- Милена Деполо (по Ф. Л. Бауму), ЧАРОБЊАК ИЗ ОЗА, р. Сташа Копривица, 9. 11. 2015, Позориште "Бошко Буха", Београд
- Бора Станковић, КОШТАНА, р. Велимир Митровић, 24. 1. 2016, Позориште "Славија", Београд
- Матија Бећковић, ОЛИ МИ ГА ДАТ?, р. Петар Божовић, 29. 2. 2016, Позориште "Славија", Београд
- Томас Бернхард, ТЕАТАРМАХЕР, р. Марко Мисирача, 12. 4. 2016, TS Production, Београд и Удружење драмских уметника Србије УДУС (Кафана "Златни бокал" у Скадарлији)
- Бранислав Нушић, ЖЕНА БЕЗ СРЦА, р. Славенко Салетовић, 16. 2. 2017, Позориште "Славија", Београд
- Н. С. Греј, АЛАДИНОВА ЧАРОБНА ЛАМПА, р. Милан Караџић, 25. 2. 2017, Позориште "Бошко Буха", Београд
- Џејсон Милер, ШАМПИОНИ, р. Марко Мисирача, 29. 3. 2017, Party Plan, Београд и Театар "Carte Blanche", Земун
- Игор Бојовић, МАЛИ КАПЛАР, р. Саша Габрић, 11. 10. 2017, Мало позориште "Душко Радовић", Београд
- Дарио Фо, ПОШТЕНИ ПРОВАЛНИК, р. Милан Караџић, 13. 10. 2017, Вечерња сцена "Бошко Буха", Београд
- Ана Ђорђевић (по И. Андрићу), АНИКА И ЊЕНА ВРЕМЕНА, р. Ана Ђорђевић, 20. 10. 2017, Српско народно позориште, Нови Сад и Бео Арт, Београд
- Мирко Демић, ИГРЕ БРОЈЕВА, р. Марко Мисирача, 21. 10. 2017, Спомен-парк "21. октобар", Крагујевац (Велики школски час)
- П. И. Чајковски, ЕВГЕНИЈЕ ОЊЕГИН (балет), р. Лидија Пилипенко, 23. 11. 2017, Народно позориште у Београду
- Петар Михајловић, ДВЕСТА, р. Јовица Павић, 10. 3. 2018, Књажевско-српски театар, Крагујевац
- Мате Матишић, НИЧИЈИ СИН, р. Марко Мисирача, 4. 10. 2018, Београдско драмско позориште
- Милена Деполо (по Ч. Дикенсу), ОЛИВЕР ТВИСТ, р. Милан Караџић, 22. 10. 2018, Позориште "Бошко Буха", Београд
- По мотивима текста Мареја Шизгала, МОСТ ЉУБАВИ, р. Теа Пухарић, 27. 11. 2018, Позориште "Славија", Београд
- Анто Станичић, МАЛИ ПИРАТ, р. Милан Караџић, 20. 12. 2018, Градско позориште Подгорица и Центар за културу Тиват
- Братислав Петковић, ПРИЧА О СВЕТОМ САВИ, р. Саша Габрић, 1. 3. 2019, Мало позориште "Душко Радовић", Београд
- ДЕСАНКИ ЗА ВЕЧНОСТ - У ЧАСТ ИЗУЗЕТНИМА - ЈЕЛЕНИ ЈОВАНОВИЋ ЖИГОН, музичко-сценска ода Иване Жигон, 10. 4. 2019, Народно позориште у Београду
- Миодраг Станисављевић, НЕМУШТИ ЈЕЗИК, р. Милан Караџић, 14. 12. 2019, Позориште "Бошко Буха", Београд
- Милован Витезовић, Братислав Петковић и Саша Габрић, ОСАМ ВЕКОВА АУТОКЕФАЛНОСТИ 1219-2019, р. Саша Габрић, 21. 12. 2019, Српска православна црква и Град Београд (Храм Светог Саве)
- Ђорђе Милосављевић, СПОРТСКО СРЦЕ, р. Милан Караџић, 4. 12. 2021, Звездара Театар, Београд
- Стеван Копривица, БОКЕШКИ Д-МОЛ, р. Милан Караџић, 12. 12. 2021, Вечерња сцена "Буха", Београд
- Адолф Адам, ЖИЗЕЛА (балет), кореографија Катарина Обрадовић, 4. 6. 2022, Народно позориште у Београду
- Мирослав Бенка, ТЕСЛА, СВЕТЛОПИС У ВРЕМЕНУ, р. Мирослав Бенка, 13. 7. 2022, Позориште "Театријум", Београд, Центар београдских фестивала ЦЕБЕФ и Удружење драмских уметника Србије УДУС
- Николас Стјуарт Греј, ЛЕПОТИЦА И ЗВЕР, р. Милан Караџић, 29. 12. 2022, Позориште "Бошко Буха", Београд
- Ф. М. Достојевски, ИДИОТ, р. Стево Жигон, Ивана Жигон, 9. 2. 2023, Национални академски драмски театар "Максим Горки", Минск (Национальный академический драматический театр имени М.Горького)[35]
- Миодраг Караџић, ТО КАД УВАТИ НЕ ПУШТА, р. Милан Караџић, 8. 11. 2023, Звездара Театар, Београд[36]
- Милован Витезовић, У ИМЕ ОЦА И СИНА (ПРИЧА О СВЕТОМ САВИ), р. Милан Караџић, 27. 1. 2024, Народно позориште у Београду[37]